# تجمع بدو سحوة (جيشان)

تعديل مصدري - تعديل

تجمع بدو سحوة هي إحدى قرى عزلة جيشان بمديرية جيشان التابعة لمحافظة أبين، بلغ تعداد سكانها 23 نسمة حسب تعداد اليمن لعام 2004.